# Włodawka

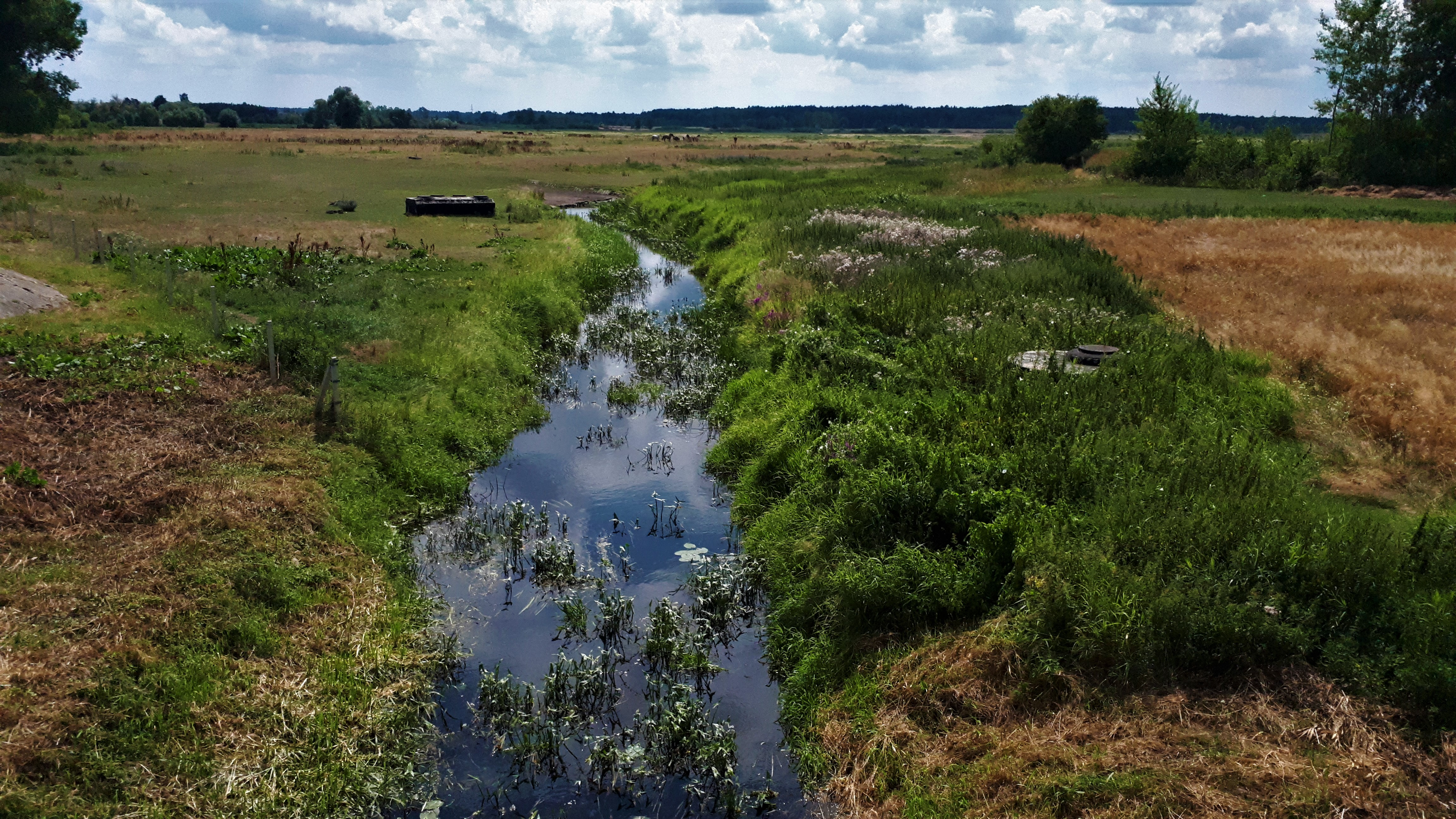

Włodawka – rzeka, lewy dopływ Bugu o długości 38,44 km i średnim rocznym przepływie u ujścia – 2,3 m³/s. 
Płynie przez powiat włodawski. Pierwotnie rzeka rozpoczynała bieg z Bagna Bubnów, obecnie jej początek trudno ustalić, ponieważ stanowi go sieć rowów melioracyjnych. Zlewnia rzeki obejmuje niemal całą wschodnią część Pojezierza Łęczyńsko-Włodawskiego. Na większości biegu rzeka jest uregulowana. Dopływami rzeki są m.in. Krzywianka, Mietułka i Tarasienka.

## Historia
Od 1387 Włodawka była rzeką graniczną między Wielkim Księstwem Litewskim, a Koroną. Od 1566 roku na mocy unii lubelskiej stanowiła granicę pomiędzy województwem brzeskim, a ziemią chełmską.